# Som-Klasse
Die Som-Klasse (russisch Сом ‚Wels‘) war eine Klasse benzin-elektrischer kleiner U-Boote der Kaiserlich Russischen Marine. Die Boote wurden von der zaristischen Marine ab 1904 im Rahmen eines Flottennotprogramms auf Grund der verschärften Situation in Fernost mit Japan auf der Newski-Werft in Sankt Petersburg gebaut. Das Typboot der Klasse war die bei der US-amerikanischen Electric Boat Company gebaute Som (ex-Fulton).

## Geschichte

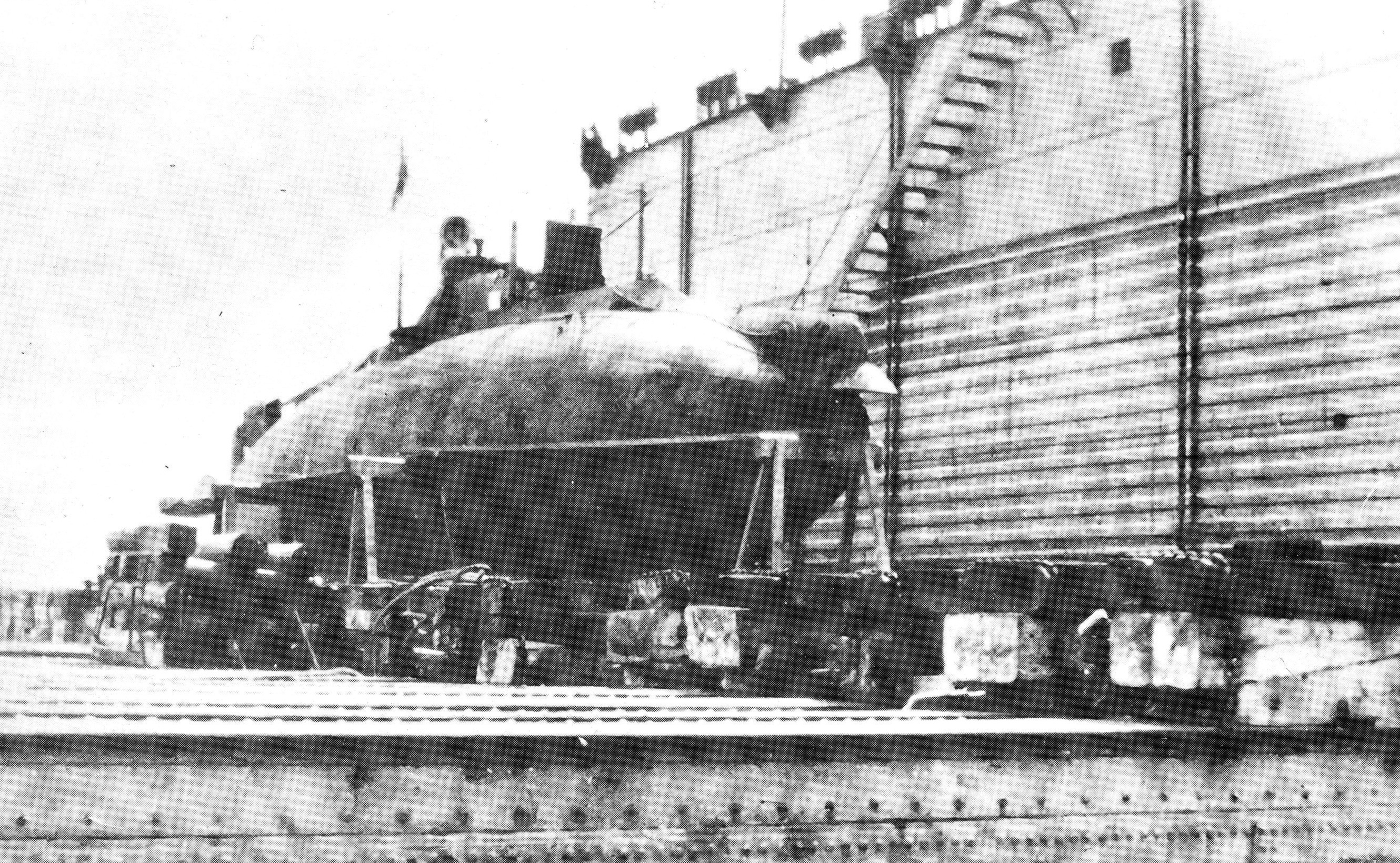
Die Fulton im Dock

Electric Boat baute 1901 die von John Philip Holland konstruierte Fulton, den Prototyp der späteren Plunger-Klasse (Holland-VII-Boot). Dieser wurde teildemontiert nach Kronstadt geliefert, dort wieder zusammengebaut und am 29. Juni 1904 vom Stapel gelassen. Das Som getaufte Boot wurde zum Typboot der in St. Petersburg in Lizenz gebauten gleichnamigen U-Boot-Klasse.

## Beschreibung

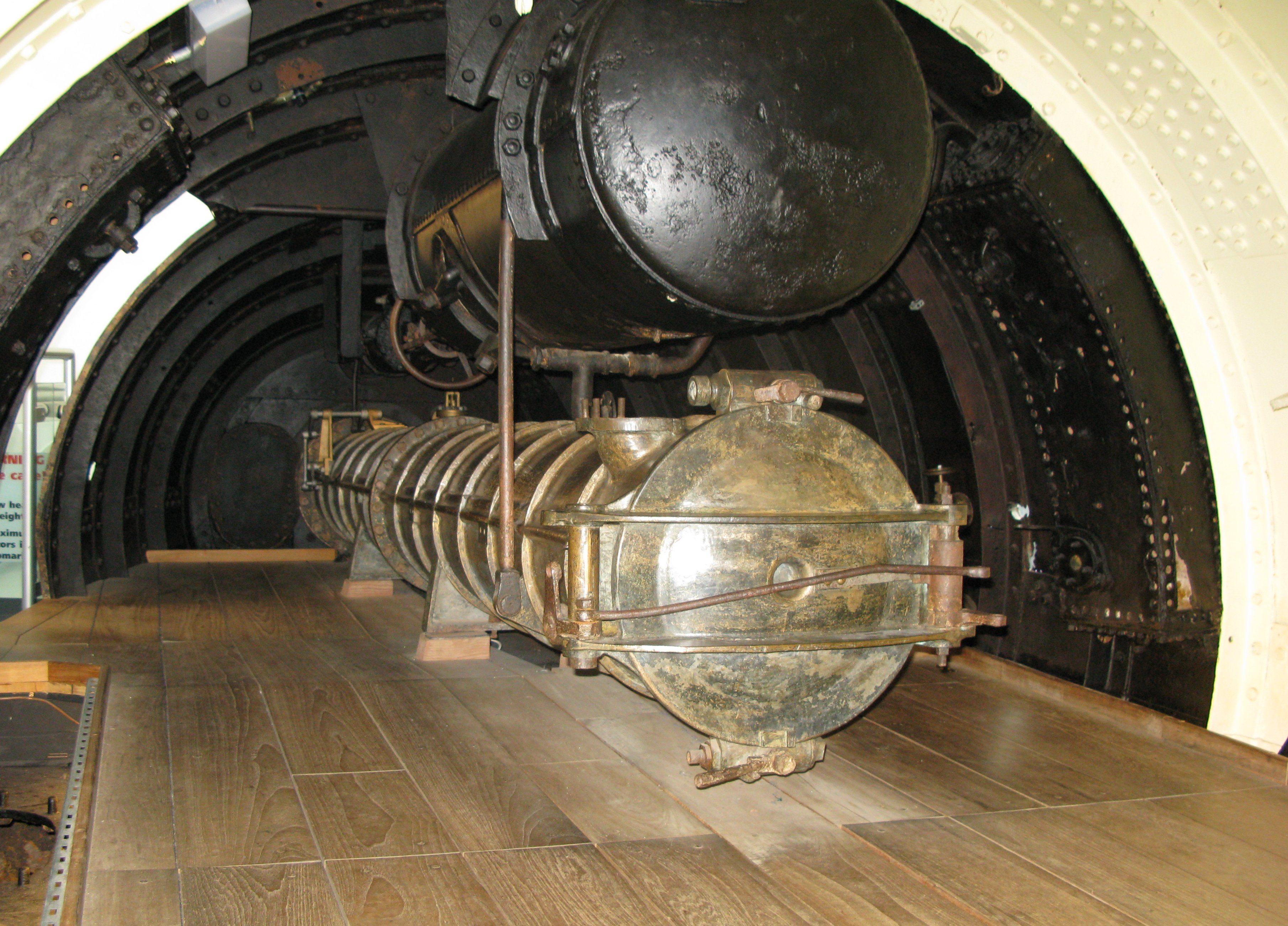
Torpedorohr der baugleichen britischen Holland 1

Die Boote der Som-Klasse waren Einhüllenboote mit einem spindelförmigen Druckkörper und einem zentral am Heck angeordneten Propeller. Der Rumpf war in drei Sektionen unterteilt: Bugsektion, Zentrale und Maschinenraum im Heck. In der Bugsektion war das einzige Torpedorohr mittig, im Schnittkreuz der Hoch- und Querachse angeordnet. Die beiden Reservetorpedos lagerten in der Zentrale über den Hauptballasttanks. Die Antriebsanlage bestand aus einem Deutz-Ottomotor und einem Elektromotor. Die beiden in der Bilge des Maschinenraumes untergebrachten Batterien mit 2 × 20 Zellen ermöglichten bis zu 15 h Unterwasserfahrt. Die Boote verfügten über eine kreuzförmige Heckruderanlage, separate Tiefenruder wie bei modernen Booten gab es nicht. Der niedrige Turm hatte Stromlinienform.
Die Boote waren ausreichend klein dimensioniert, um sie mit speziellen Tiefladewaggons auf der transsibirischen Eisenbahn nach Fernost verlegen zu können.

## Einheiten
| Name                | Übers.    | Stapellauf | Einsatz                                    | Außerdienststellung | Verbleib     | Bemerkung               |
| ------------------- | --------- | ---------- | ------------------------------------------ | ------------------- | ------------ | ----------------------- |
| Som (Сом)           | Wels      | 1904       | Schwarzmeerflotte, später Baltische Flotte | 23. Mai 1916        | vor Schweden | gesunken nach Kollision |
| Beluga (Белуга)     | Weißwal   | 1905       | Baltische Flotte                           | 25. Februar 1918    | Tallinn      | selbstversenkt          |
| Losos (Лосось)      | Lachs     | 1905       | Schwarzmeerflotte                          | 26. April 1919      | Sewastopol   | selbstversenkt          |
| Peskar (Пескарь)    | Gründling | 1905       | Baltische Flotte                           | 25. Februar 1918    | Tallinn      | selbstversenkt          |
| Schtschuka (Щука)   | Hecht     | April 1905 | Baltische Flotte                           | 25. Februar 1918    | Tallinn      | selbstversenkt          |
| Sterljad (Стерлядь) | Sterlet   | 1905       | Baltische Flotte                           | 25. Februar 1918    | Tallinn      | selbstversenkt          |
| Sudak (Судак)       | Zander    | 1907       | Schwarzmeerflotte                          | 26. April 1919      | Sewastopol   | selbstversenkt          |